# ФРГ на зимних Олимпийских играх 1968
ФРГ принимала участие в Зимних Олимпийских играх 1968 года в Гренобле (Франция) во второй раз, и завоевала три бронзовые, две серебряные и две золотые медали. Сборную страны представляли 20 женщин.
| ФРГ на олимпиаде 1968 года в Гренобле | ФРГ на олимпиаде 1968 года в Гренобле | ФРГ на олимпиаде 1968 года в Гренобле | ФРГ на олимпиаде 1968 года в Гренобле | ФРГ на олимпиаде 1968 года в Гренобле |
| Медали                                | Спортсмены                            | Вид спорта                            | Дисциплина                            | Результат                             |
| ------------------------------------- | ------------------------------------- | ------------------------------------- | ------------------------------------- | ------------------------------------- |
| Золото                                | Эрхард Келлер                         | Конькобежный спорт                    | 500 метров, мужчины                   | 40,3                                  |
| Золото                                | Франц Келлер                          | Лыжное двоеборье                      | мужчины                               | 449,04                                |
| Серебро                               | Кристина Шмук                         | Санный спорт                          | женщины                               | 2.29,37                               |
| Серебро                               | Хорст Флот Пепи Бадер                 | Бобслей                               | двойки                                | 4.42,54                               |
| Бронза                                | Вольфганг Винклер Фриц Нахман         | Санный спорт                          | мужчины                               | 1.37,29                               |
| Бронза                                | Ангелика Дюнхаупт                     | Санный спорт                          | женщины                               | 2.29,56                               |
| Бронза                                | Маргот Глокшубер Вольфганг Данне      | Фигурное катание                      | пары                                  |                                       |